# Вільям Макґреґор
Сер Вільям Макґреґор (англ. William MacGregor; нар. 20 жовтня 1846 — пом. 3 липня 1919) — британський державний діяч, лікар та мандрівник-дослідник шотландського походження. Лейтенант-губернатор Британської Нової Гвінеї (1895 – 1898), губернатор Ньюфаундленду (1904 — 1909) та губернатор Квінсленду (1909 — 1914).

## Життєпис
Вільям Макґреґор народився20 жовтня 1846 року в Гіллокгеді, парафія Тові, графство Абердиншир, Шотландія. Він був сташим сином фермера Джона Макґреґора та його дружини Аґнес, дочки Вільяма Сміта з Пітпрона. Здобув освіту в школі села Тіллідюк, район Стратдон, та працював на фермі.
У квітні 1866 року закінчив середню школу в Абердині. Після чого, у жовтні 1867 року, вступив до Абердинського університету, який закінчив у 1872 році, у 1874 році отримав ступінь доктора медицини.
У 1874 році Макґреґор також навчався у Медичному коледжі Андерсона та Единбурзькому університеті. 

## Медична кар'єра

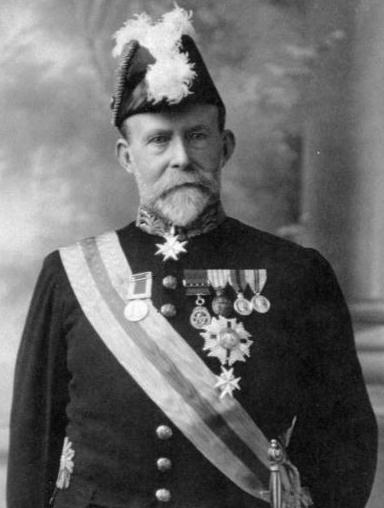

Після отримання ступеня доктора медицини Макґреґор почав працювати лікарем у Королівському притулку для божевільних в Абердині.
У лютому 1873 року Макґреґор, разом з дружиною Мері Томсон, вирушив на Сейшельські острови, де став помічником директора місцевої лікарні, а в 1874 році — директором психіатричної лікарні на острові Маврикій. Того ж року народилася його перша дочка.
1875 року він став головним лікарем острова Фіджі, де йому довелося боротися з жахливою епідемією кору, яка призвело до загибелі 50 тис. тубільців.
У 1877 році Макґреґор був призначений генеральним закупником, а згодом колоніальним секретарем. Неодноразово виконував обов'язки губернатора, а також верховного комісара та генерального консула у західній частині Тихого океану.
У 1884 році корабель «Syria», з кулі на облавку, викинуло на берег Фіджі, приблизно в 15 милях від міста Сува. Макґреґор організував експедицію для допомоги потерпілим від корабельної трощі та сам особисто врятував кілька життів. За цю операцію з порятунку він був нагороджений медаллю Альберта, а також золотою медаллю Кларка, Королівського гуманітарного товариства Австралазії за порятунок життя на морі. У січні 1886 року він від Фіджі був на засіданні федеральної ради Австралазії, що проходило в Гобарті.
9 лютого 1877 року померла від дизентерії його дружина Мері Томсон. У листопаді 1883 року він одружився з Мері Джейн Кокс, у шлюбі з якою у нього народилися ще дві дочки на Фіджі.

## Адміністратор та губернатор

### Британська Нова Гвінея (1888–1898)
4 вересня 1888 року Макґреґор був призначений адміністратором (заступником губернатора) Британської Нової Гвінеї, одночасно він також виконував обов'язки головного лікаря колонії.
13 березня 1895 року Макґреґор був призначений лейтенант-губернатором Британської Нової Гвінеї. 10 вересня 1898 року Макґреґор подав у відставку з посади лейтенант-губернатора Британської Нової Гвінеї.

### Колонія Лагос (1899–1904)
З 1899 по 1904 рік Макґреґор був губернатором колонії Лагос, на півдні Нігерії, де він розпочав кампанію проти поширеної малярії, осушуючи болота та знищуючи, наскільки це можливо, комарів, які були поширювачами цієї хвороби. Макґреґор багато зробив для розвитку колонії, він доклався до будівництва доріг та залізниці. Його зусилля щодо покращення здоров'я мешканців колонії були помічені науковою громадськістю, і у 1910 році Ліверпульська школа тропічної медицини нагородила його медаллю Мері Кінґслі.

### Ньюфаундленд (1904–1909)
У 1904 році Макґреґор перевели до колонії Ньюфаундленд, де він був губернатором протягом п'яти років. Тут його медичні знання стали у нагоді для боротьби з туберкульозом, який тоді був дуже поширеним у Ньюфаундленді. Він також зробив багато для вирішення питання рибальства, переконавши тих хто сперечався, передати справу до Гаазького міжнародного трибуналу, який призвів до мирного врегулювання цієї суперечки.

### Квінсленд (1909–1914)
2 грудня 1909 року Макґреґор був призначений губернатором штату Квінсленд. Макґреґор допомагав у відкритті Університету Квінсленду, він погодився передати свою резиденцію, Старий будинок уряду, який став першою будівлею університету. Він також став першим канцлером університету. Макґреґор також був президентом Королівського географічного товариства Квінсленда.
28 червня 1913 року Макґреґор офіційно відкрив нову двоповерхову будівлю Інституту тропічної медицини.
Макґреґор головував на установчих зборах Історичного товариства Квінсленду в серпні 1913 року і став його патроном.
У липні 1914 року Макґреґор пішов у відставку з поста губернатора.

## Останні роки
У 1914 році Макґреґор вийшов на пенсію та переїхав в маєток «Чапел-он-Лідер», біля річки Лідер у графстві Бервікшир, Шотландія. 
3 липня 1919 року Макґреґор помер після операції на кишкові спайки та видалення каменів у жовчному міхурі. Макґреґор був кремований і похований поряд зі своїми батьками на цвинтарі Тові, села, де він народився.